# Колударово
Колуда́рово (рос. Колударово) — село у складі Земетчинського району Пензенської області, Росія.
Населення — 84 особи (2010; 192 у 2002).
Національний склад станом на 2002 рік:
- росіяни — 99 %